# Goin' Down
"Goin' Down" é o single de estréia da Melanie C (ainda nas Spice Girls) após ter feito uma participação no single de Bryan Adams "When You're Gone".

## Clipe
Dirigido por Giuseppi Capotondi, Goin' Down foi proibido de passar em vários canais de TV, por causa da performance agressiva no clipe e dos palavrões. Isso prejudicou a divulgação do single.
Mesmo assim, o single atingiu o 4º lugar nos charts da Inglaterra, aonde passou 3 semanas no Top 40, vendeu 92.635 cópias e foi o 179º single mais vendido de 1999.

## Faixas
UK Single - CD1
1. "Goin' Down" (Radio Version)
2. "Ga Ga"
3. "Angel On My Shoulder"

UK Single - CD2
1. "Goin' Down" (Single Version)
2. "Ga Ga"
3. "I Want You Back"
4. "Goin' Down" (Vídeo)

## Desempenho nas paradas musicais
| Parada musical (1999)      | Posição |
| -------------------------- | ------- |
| UK Singles Charts          | 4       |
| Canadian Singles Charts    | 44      |
| Portuguese Singles Charts  | 13      |
| Italy Singles Charts       | 10      |
| Germany Singles Charts     | 71      |
| Tokio Hot 100              | 24      |
| Eurochart Hot 100          | 18      |
| Austrian Singles Charts    | 22      |
| Australian Singles Charts  | 28      |
| Irish Singles Charts       | 34      |
| Netherlands Singles Charts | 64      |
| United World Charts        | 36      |